# OMX Stockholm 30

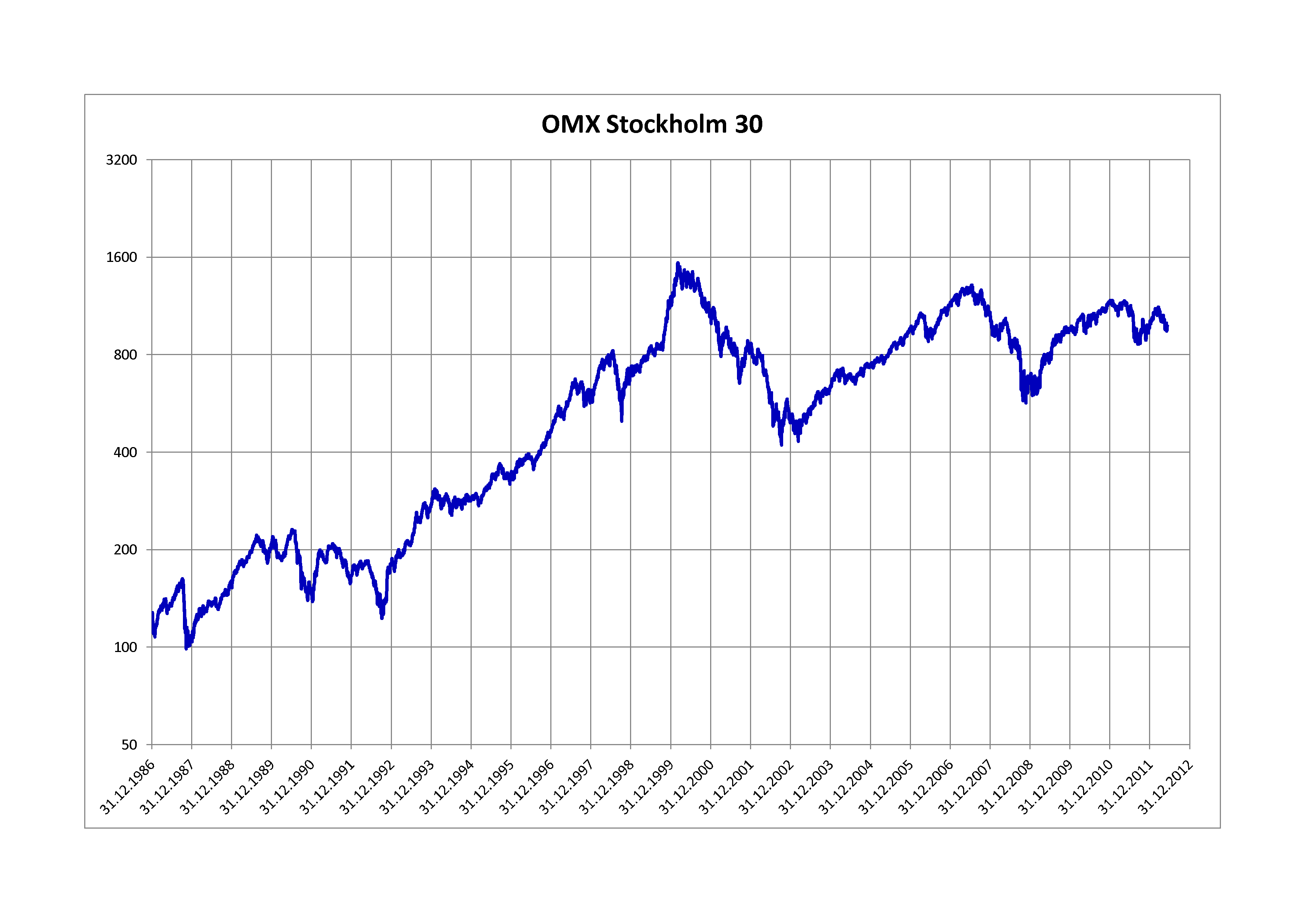
OMX Stockholm du 30 décembre 1986 à juin 2012.

L'OMX Stockholm 30 (OMXS30) est le principal indice boursier de la bourse de Stockholm en Suède. Il est géré par le Groupe OMX et répertorie le cours des 30 entreprises dont les actions sont les plus échangées.
| OMX Stockholm 30 Index (OMXS30C) |          |
| -------------------------------- | -------- |
| Échanger:                        | OMXFUT   |
| Secteur:                         | Index    |
| Taille de la Tique:              | 0.01     |
| Valeur de la Tique:              | 0.25 SEK |
| BPV:                             | 25       |
| Dénomination:                    | SEK      |
| Décimale:                        | 2        |

## Corrélation avec les autres bourses
Les performances annuelles de l'OMX Stockholm se sont rapprochées de celles du Dow Jones, du DAX, du CAC 40 et du Footsie, les grands marchés boursiers étant de plus en plus dépendants les uns des autres depuis une quinzaine d'années.

## Composition
Au 10 septembre 2022, il est constitué des 30 entreprises suivantes :
| Société                      | Secteur                                  | Symbole boursier |
| ---------------------------- | ---------------------------------------- | ---------------- |
| ABB                          | Machinerie industrielle                  | OMX : ABB        |
| Alfa Laval                   | Machinerie industrielle                  | OMX : ALFA       |
| Autoliv SDB                  | Automobiles et pièces                    | OMX : ALIV SDB   |
| Assa Abloy                   | Serrurerie                               | OMX : ASSA B     |
| Atlas Copco (class A)        | Machinerie industrielle                  | OMX : ATCO A     |
| Atlas Copco (class B)        | Machinerie industrielle                  | OMX : ATCO B     |
| AstraZeneca                  | Industrie pharmaceutique                 | OMX : AZN        |
| Boliden                      | Industrie minière                        | OMX : BOL        |
| Electrolux                   | Électroménager                           | OMX : ELUX B     |
| Ericsson                     | Télécommunication                        | OMX : ERIC B     |
| Essity                       | Soins personnels, Pharmacie et Épiceries | OMX : Essity B   |
| Evolution                    | Voyages et loisirs                       | OMX : EVO        |
| Getinge                      | Industrie pharmaceutique                 | OMX : GETI B     |
| Hexagon                      | Technologie                              | OMX : HEXA B     |
| Hennes & Mauritz             | Distribution                             | OMX : HM B       |
| Investor                     | Holding                                  | OMX : INVE B     |
| Kinnevik                     | Services financiers                      | OMX : KINV B     |
| Nordea                       | Banque                                   | OMX : NDA SEK    |
| Sandvik                      | Machinerie industrielle                  | OMX : SAND       |
| Samhällsbyggnadsbo. i Norden | Immobilier                               | OMX : SBB B      |
| SCA                          | Industrie papetière                      | OMX : SCA B      |
| SEB                          | Banque                                   | OMX : SEB A      |
| Svenska Handelsbanken        | Banque                                   | OMX : SHB A      |
| Sinch                        | Technologie                              | OMX : SINCH      |
| SKF                          | Machinerie industrielle                  | OMX : SKF B      |
| Swedbank                     | Banque                                   | OMX : SWED A     |
| Swedish Match                | Tabac                                    | OMX : SWMA       |
| Tele2                        | Opérateur de télécommunications          | OMX : TEL2 B     |
| Telia                        | Opérateur de télécommunications          | OMX : TELIA      |
| Volvo Group                  | Constructeur automobile                  | OMX : VOLV B     |